# L'uomo della sabbia (Lars Kepler)
L'uomo della sabbia (titolo originale Sandmannen) è un romanzo giallo dello scrittore svedese Lars Kepler, pubblicato in Svezia nel 2012.
Il libro è il quarto della serie con protagonista l'ispettore di origini finniche Joona Linna, della polizia criminale di Stoccolma.
La prima edizione del romanzo è stata pubblicata nell'anno 2013  da Longanesi.

## Trama
In una notte d'inverno, a Stoccolma, un ragazzo viene trovato a camminare lungo un ponte della ferrovia. Soffre di ipotermia, legionella e, pur essendo in forte stato di shock, dice di essere stato rapito dall'uomo della sabbia. Secondo un certificato di morte il giovane si chiama Mikael, è scomparso da dodici anni ed è stato dichiarato morto da oltre sette. A ucciderlo sarebbe stato il serial killer Jurek Walter, arrestato dal commissario Joona Linna.
Walter è al momento detenuto in un ospedale psichiatrico in totale isolamento e costantemente sedato, ma la sua furia resta incontrollabile. Con il riapparire di Mikael il caso ormai freddo viene riaperto. Assieme a lui era scomparsa anche sua sorella Felicia. A poter sapere se anche lei e ancora viva e dove si trova è solo Jurek Walter; qualcuno dovrà introdursi nell'ospedale per conquistarsi la sua fiducia e spingerlo a parlare dei due fratelli che aveva rapito, cercando di non rimetterci la vita nel tentativo.

## Edizioni
- Lars Kepler, L'uomo della sabbia, traduzione di Carmen Giorgetti Cima, Milano, Longanesi, 2013. ISBN 978-88-304-3424-0.
- Lars Kepler, L'uomo della sabbia, traduzione di Carmen Giorgetti Cima, Milano, TEA, 2014. ISBN 978-88-502-3731-9.
- Lars Kepler, L'uomo della sabbia, traduzione di Carmen Giorgetti Cima, Milano, Superpocket, 2017. ISBN 978-88-6980-028-3.